# Pałac w Hliboce
Pałac w Hliboce – zabytkowy pałac wybudowany XX w. w Hliboce.

## Opis
W drugiej połowie XIX wieku znaczne połacie ziemskie wokół Hliboki należały do polskiego rodu Sapiehów. W 1892 r. odkupił je od księcia Adama Sapiehy inny polski ziemianin, Bronisław Skibniewski (1830–1904), właściciel klucza dunajowieckiego na Podolu. Od tego czasu majątek ten należał do Skibniewskich. Ostatnim właścicielem przed włączeniem Hliboki do ZSRR był syn Bronisława, Aleksander – poseł do sejmu Księstwa Bukowiny.

## Galeria

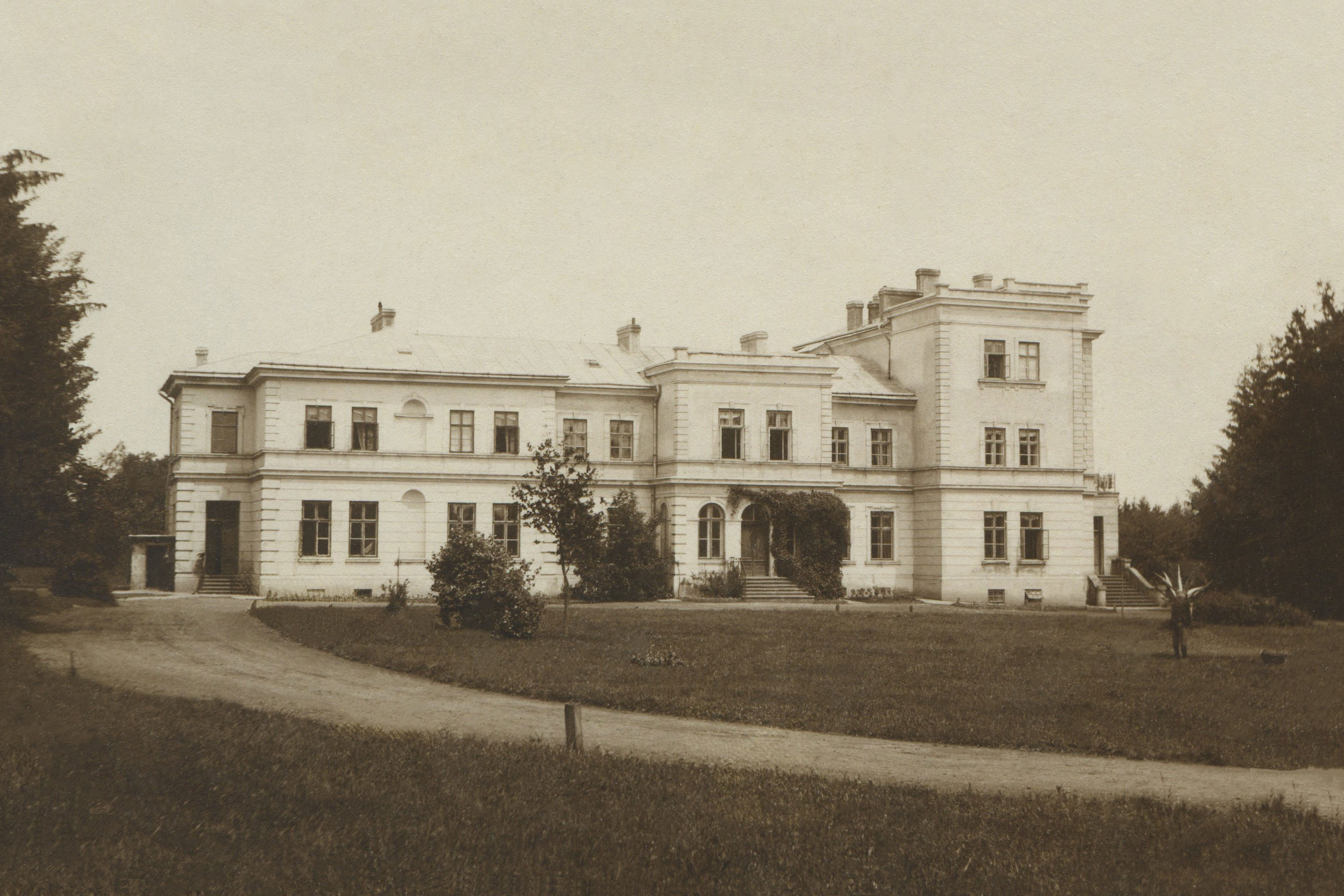
Pałac w 1925 r. – front
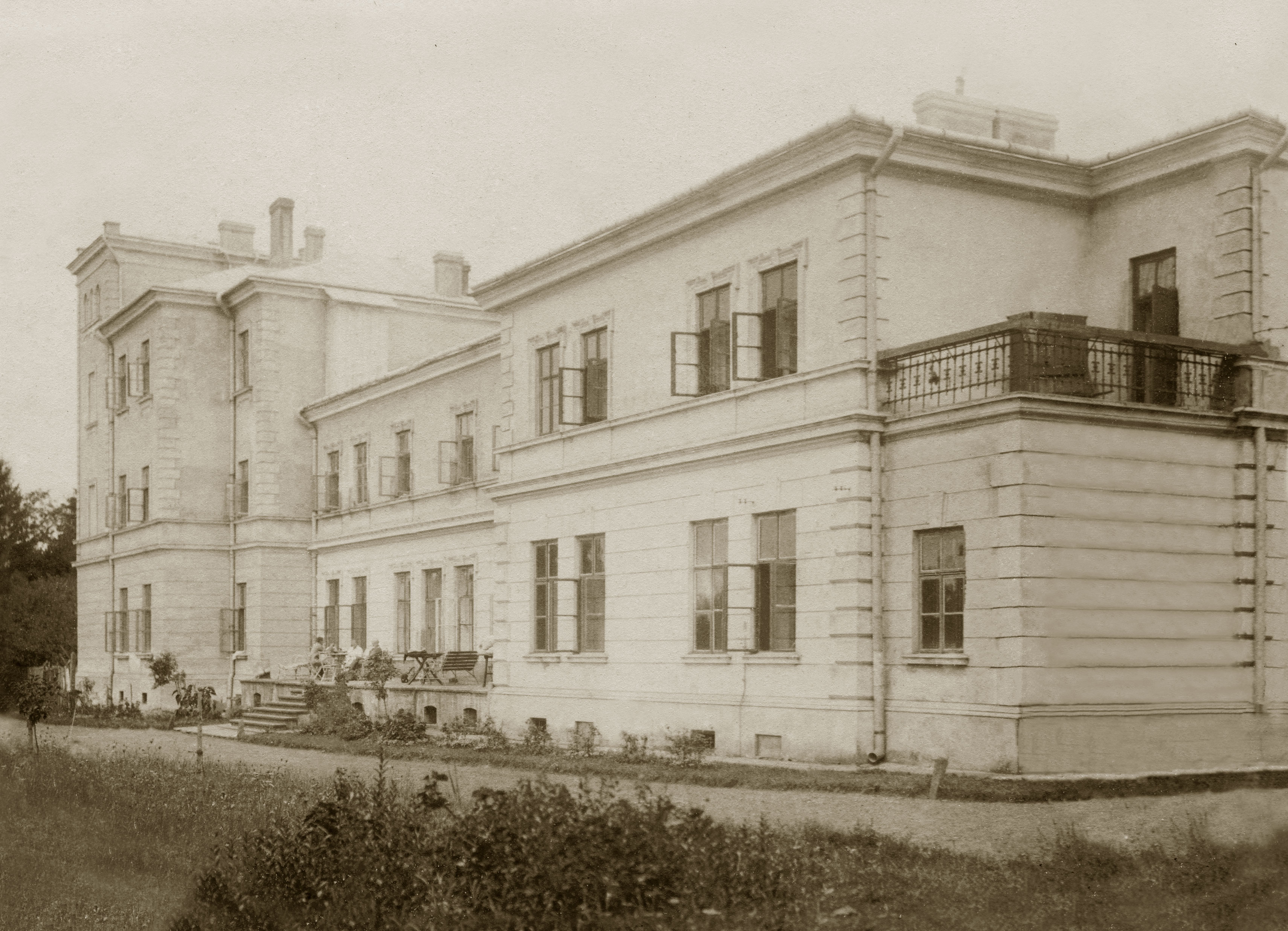
Pałac w 1923 – strona od ogrodu
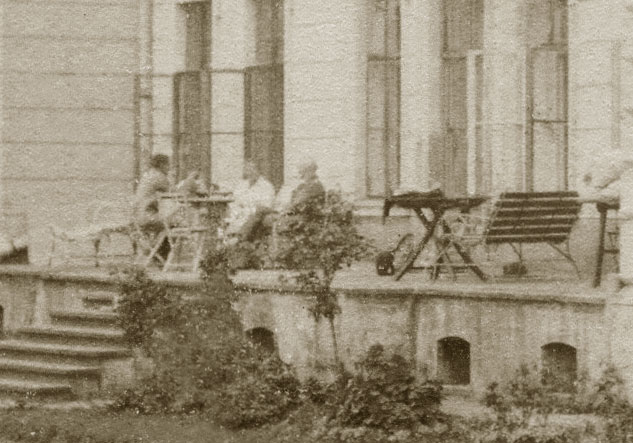
Fragment poprzedniej fotografii
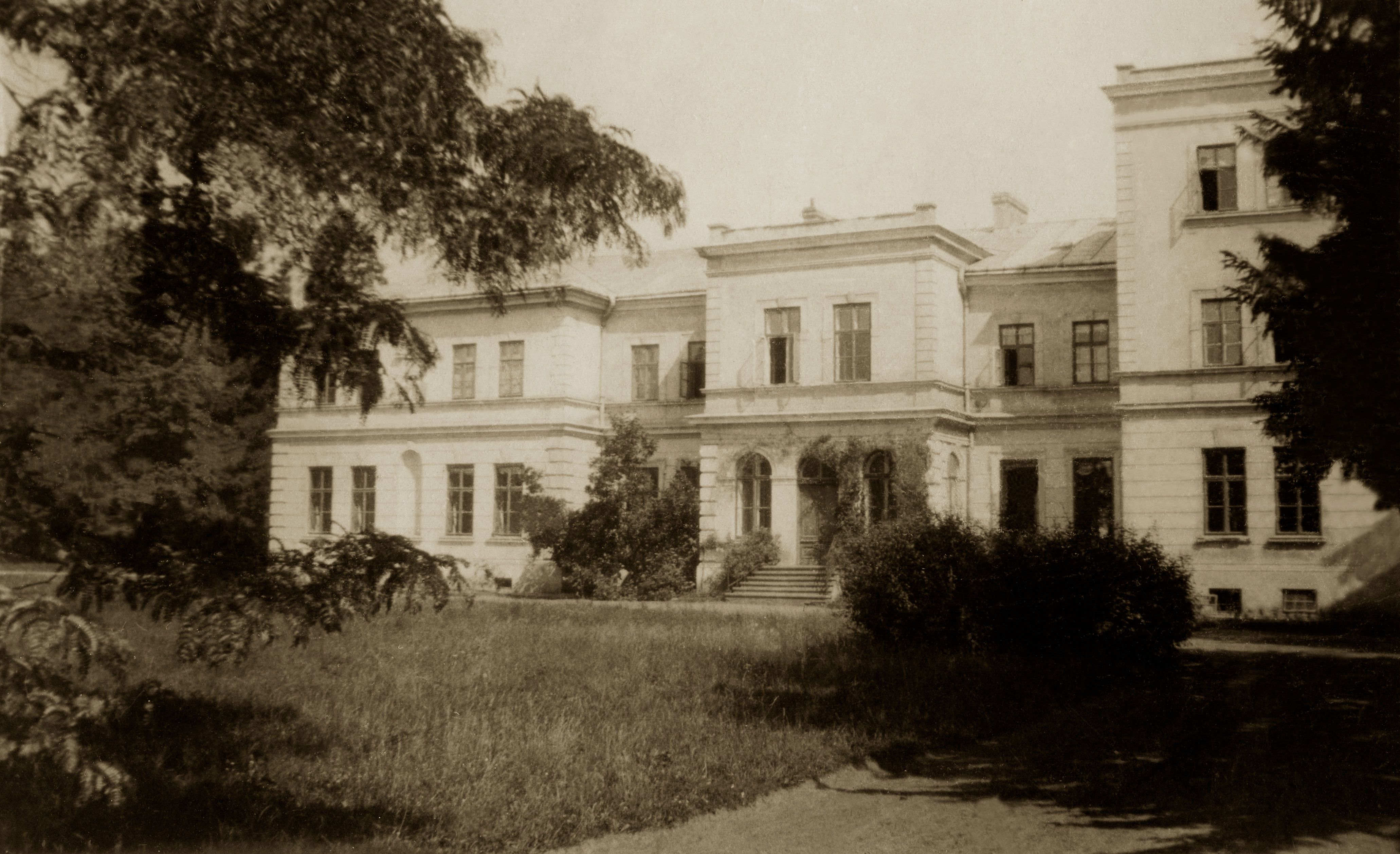
Elewacja frontowa
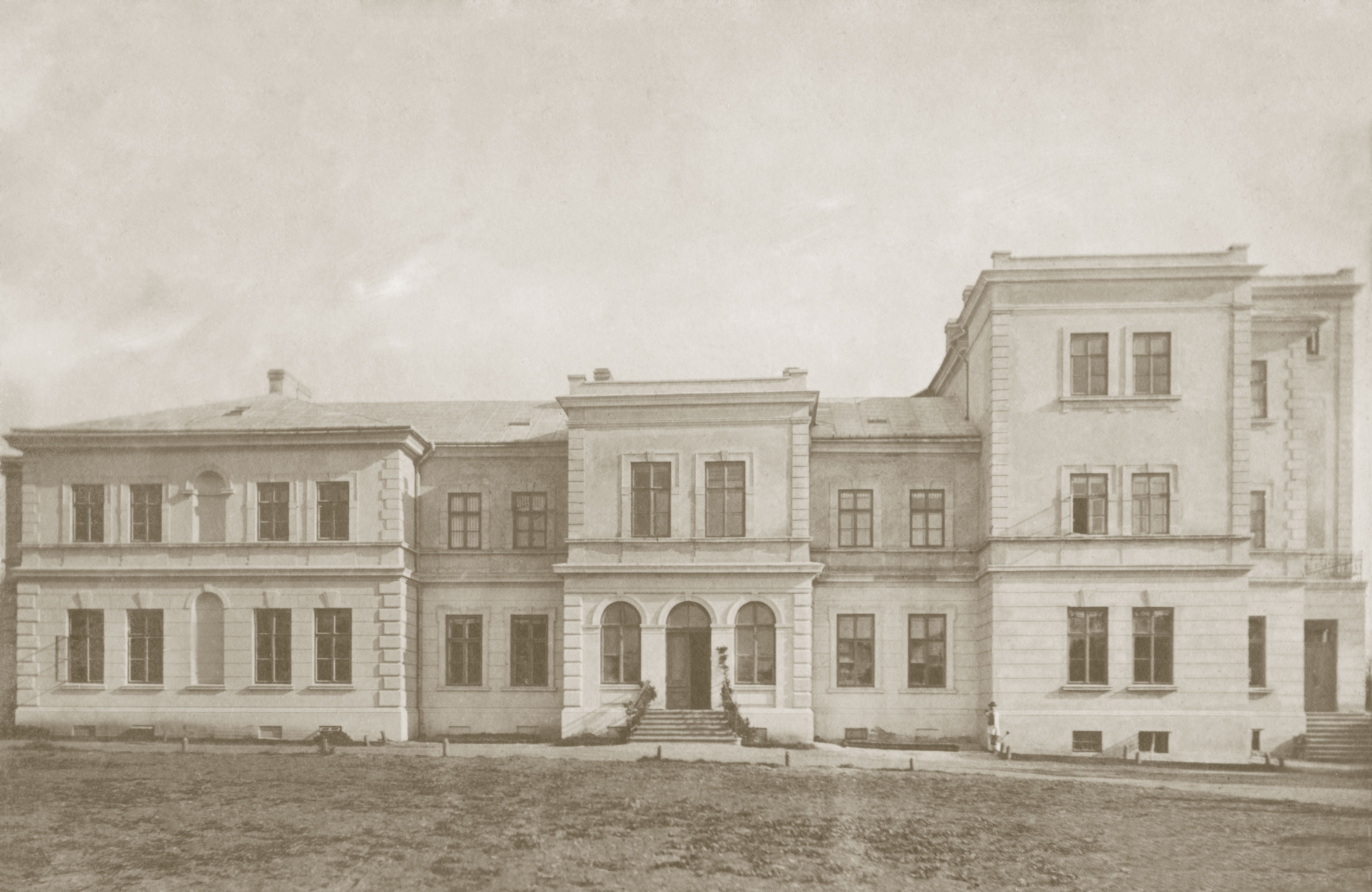
Elewacja frontowa